# Гошовский, Богдан Данилович
Богдан Данилович Гошовский (род. 21 августа 1907, Золочев, Округ Золочев, Королевство Галиции и Лодомерии, Австро-Венгрия — 21 июля 1986, Торонто, Канада) — украинский детский писатель и редактор журналов для детей.

## Биография
Окончил Золочевскую гимназию и Львовский университет.
С 1922 года принимал активное участие в деятельности «Пласта» (Золочев, Львов), за что был арестован (1929), заключен в концлагере в Берёзе-Картузской (1934—1936). После увольнения начал журналистскую и издательскую деятельность в области детской литературы.
Редактировал журналы «Молодые друзья» (Львов, 1937—1938), «Маленькие друзья» (детский; Львов, 1937—1938; Краков-Львов, 1940—1944; Аугсбург, 1948), «Дорога» (молодежный; Львов, 1937—1938; Краков, 1940; Львов, 1942—1944).
C 1939 по 1941 год жил в Кракове, публиковался в «Краковском вестнике».
С 1940 по 1944 год — сотрудник «Украинского Издательства» (Краков, Львов). Редактировал книжные серии для детей «Моя книжечка» (Краков-Львов, 1940—1944).
Основал и возглавлял (с 1946 по 1972 год, с перерывом) объединение работников детской литературы им. Л. Глебова (Мюнхен, с 1951 — в Нью-Йорке, с 1954 — в Торонто), издательство «Нашим детям» (до 1948 издано в печати 79 книг).
В 1949 году основал в Канаде издательство «Евшан-зелье» с «Библиотекой юного читателя».
С 1954 по 1972 год возглавлял редколлегию детского журнала «Радуга» (Джерси-Сити, США).
С 1973 по 1983 год был редактором кооперативного журнала «Координатор» (с 1983 — орган Всемирного конгресса украинцев).
Писал очерки, рассказы для детей.
Редактировал издания произведений Марко Вовчка, Олега Ольжича, Михаила Островерха, Романа Завадовича.
Лауреат Шевченковской премии КУК (1986).

## Произведения
- Мы и наши дети. Детская литература, искусство воспитания. Сборник 1, 1965 год
- Украинская детская литература: попытка обозрения и проблематика (1966)
- Слово пламенем взялось: искусство украинского живого слова
- Богдан Гошовский, Сергей Давидович. Слава не поляже. Козаччина // Дитяча енциклопедія українознавства. Книга 3
- «Рожне поле» (сборник произведений для детей).